# Camille Blanc (maire de Beausoleil)
Pour les articles homonymes, voir Camille Blanc et Blanc (homonymie).
Camille Blanc, né le 29 mars 1847 à Paris et mort le 21 décembre 1927 à Beaulieu-sur-Mer, est un homme d'affaires et un homme politique français.

## Biographie
Il est le fils de François Blanc, créateur entre autres du casino de Monte-Carlo et de la Société des bains de mer de Monaco, et de sa première compagne Madeleine-Victoire Huguelin, décédée en 1852. Après le décès de son père en 1877 et de sa belle-mère Marie en 1881, il accède à la présidence de cette société à Monaco. En 1885, il épouse Élisabeth Lanxade, dont il n'aura pas d'enfant.
Après avoir demandé le détachement du futur territoire de Beausoleil d'avec la commune de La Turbie, il fonde en 1898, la Société immobilière de Monte Carlo Supérieur afin d'aménager le site pour lui permettre de participer à l'exploitation des hôtels, restaurants et casinos dans les stations climatiques alors en vogue à cette époque qui voit naître le tourisme moderne. Celle-ci donne naissance à la commune de Beausoleil, fondée par décret en 1904. Camille Blanc en devient le premier maire, avant d'être réélu en 1908, 1912, 1919 et de se retirer en 1925.
En 1910, des pétitions annonçant la révolution monégasque réclament la fin du monopole de la famille Blanc (Camille et son beau-frère Roland Bonaparte) à la tête de la société des bains de mer.
Il habite la villa Varavilla, située sur les hauteurs de Roquebrune-Cap-Martin.
Camille Blanc est aussi un homme passionné par les chevaux, qui possède le haras de Joyenval à Chambourcy, s'inspirant largement des méthodes de son demi-frère, le propriétaire-éleveur Edmond Blanc. Il sera aussi président de l'hippodrome du Var.